# 戈尔内耶克柳奇
戈尔内耶克柳奇（羅馬化：Gornyye Klyuchi）是俄罗斯滨海边疆区的市级镇，属基洛夫斯基区，地处滨海边疆区中西部，位于乌苏里江畔，在区行政中心基洛夫斯基北侧、边疆区首府符拉迪沃斯托克（海参崴）东北方。A370公路（乌苏里公路）经过该镇。
该地2022年人口有3,871人；2010年人口4,586；2002年人口5,272；1989年人口7,380。